# Warnupiany
Warnupiany (lit. Varnupiai) − wieś na Litwie, w rejonie mariopolskim, położona około 6 km od Daukszy. 
Na południe od wsi rozpoczynają się prowadzące do jeziora Żuwinta bagna.